# SAR-Klasse 9E
Die SAR-Klasse 9E, ist ein von der General Electric Company (GEC) entwickelte und von Union Carriage and Wagon (UCW) in Nigel gebaute Elektrolokomotive, welche vor den Eisenerzzügen auf der mit 50 kV 50 Hz elektrifizierten Bahnstrecke Sishen–Saldanha eingesetzt wird. Die erste von 1978 bis 1979 gebaute Serie umfasste 25 Lokomotiven, die zweite von 1982 bis 1983 gebaute Serie deren sechs. Die Lokomotiven wurden von der staatliche South African Railways (SAR) beschafft, die später in Spoornet und danach in Transnet Freight Rail umbezeichnet wurde. Die 25 Maschinen der ersten Serie tragen die Betriebsnummern E9001 bis E9025, diejenigen der zweiten Serie E5595 bis E5600.

## Konstruktive Merkmale

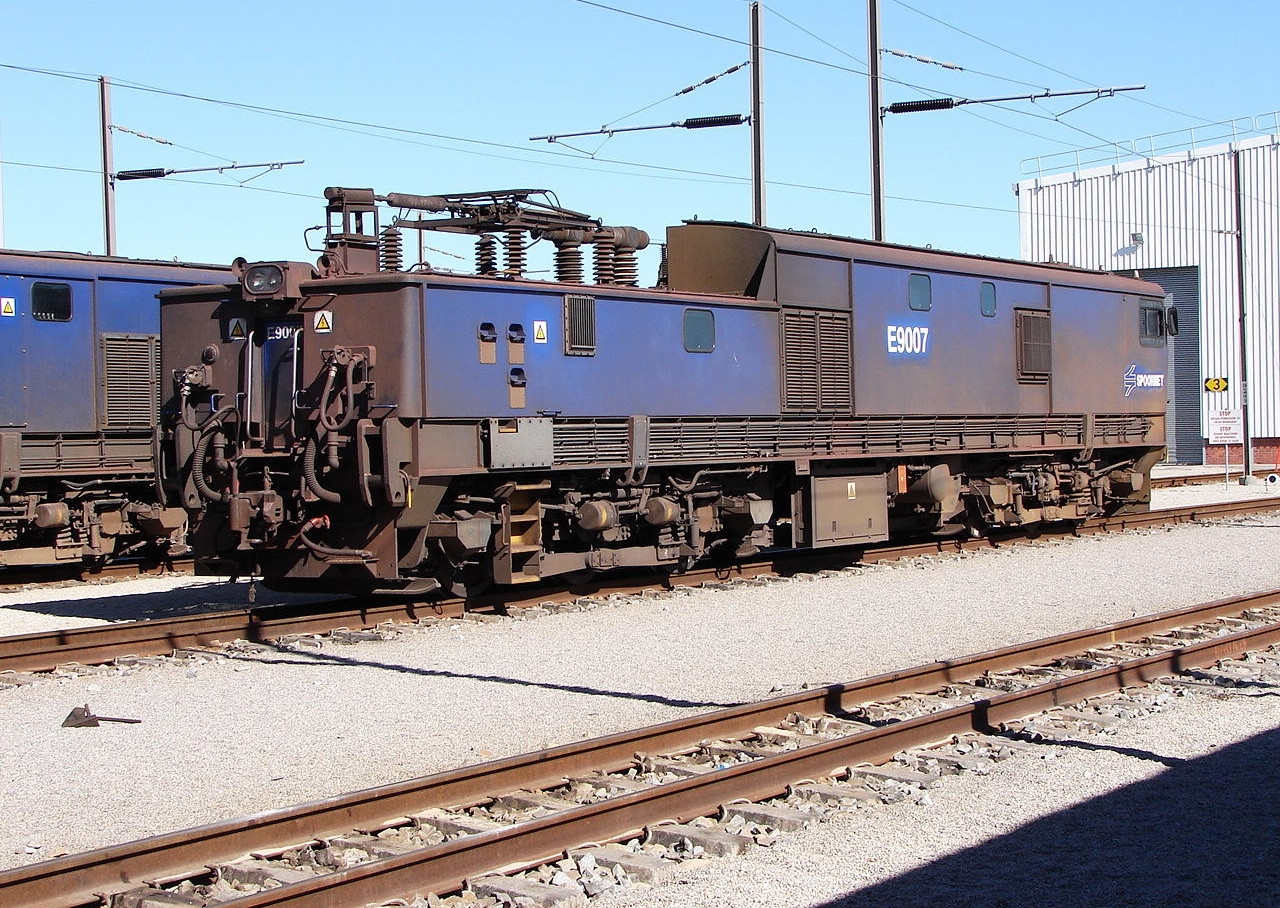
Blick auf die rechte Lokseite, Aufnahme im Salkor Yard von Saldanha vom 19. August 2010

Der Lokkasten hat nur auf einer Seite ein Führerhaus, das mit Klimaanlage ausgerüstet ist. Am gegenüberliegenden Ende ist das Dach der Lokomotive abgesenkt, damit die sehr hohen, für die 50 kV Fahrdrahtspannung notwendigen Isolatoren der elektrischen Dachausrüstung aufgebaut werden konnten. Diese besteht aus einem Stromabnehmer, einem Oberspannungswandler, dem Vakuum-Hauptschalter, dem Überspannungsableiter sowie der Hochspannungsdurchführung für den Traktionstransformator.
Aufgrund häufig vorkommender größerer Spannungsabfälle zwischen den Umspannwerken wurde die Lokomotive für den Betrieb mit einer Fahrdrahtspannung zwischen 25 und 55 kV ausgelegt. Die Batteriekästen und die Hauptluftbehälter sind zwischen den Drehgestellen unter dem Rahmen montiert. Eine weitere unterflur angebrachte Box enthält einen kleinen Motorroller, den die Lokmannschaft für die Fahrt entlang der bis zu vier Kilometer langen Eisenerzzüge nutzen kann.

## Einsatz
Die 9E-Lokomotiven werden ausschließlich auf der 861 Kilometer langen Bahnstrecke Sishen-Saldanha eingesetzt, die von den Eisenerzminen in Sishen in der Provinz Nordkap bis zum Hafen Saldanha in der Provinz Westkap führt. Der größte Teil der Strecke verläuft im sehr heißen und trockenen Nordkap. Die letzten 75 km der Strecke nach Saldanha-Bay verlaufen parallel zur meist in Nebel gehüllten Atlantikküste. Die salzige Meeresluft in diesem Abschnitt setzt der Technik der Lokomotiven stark zu.

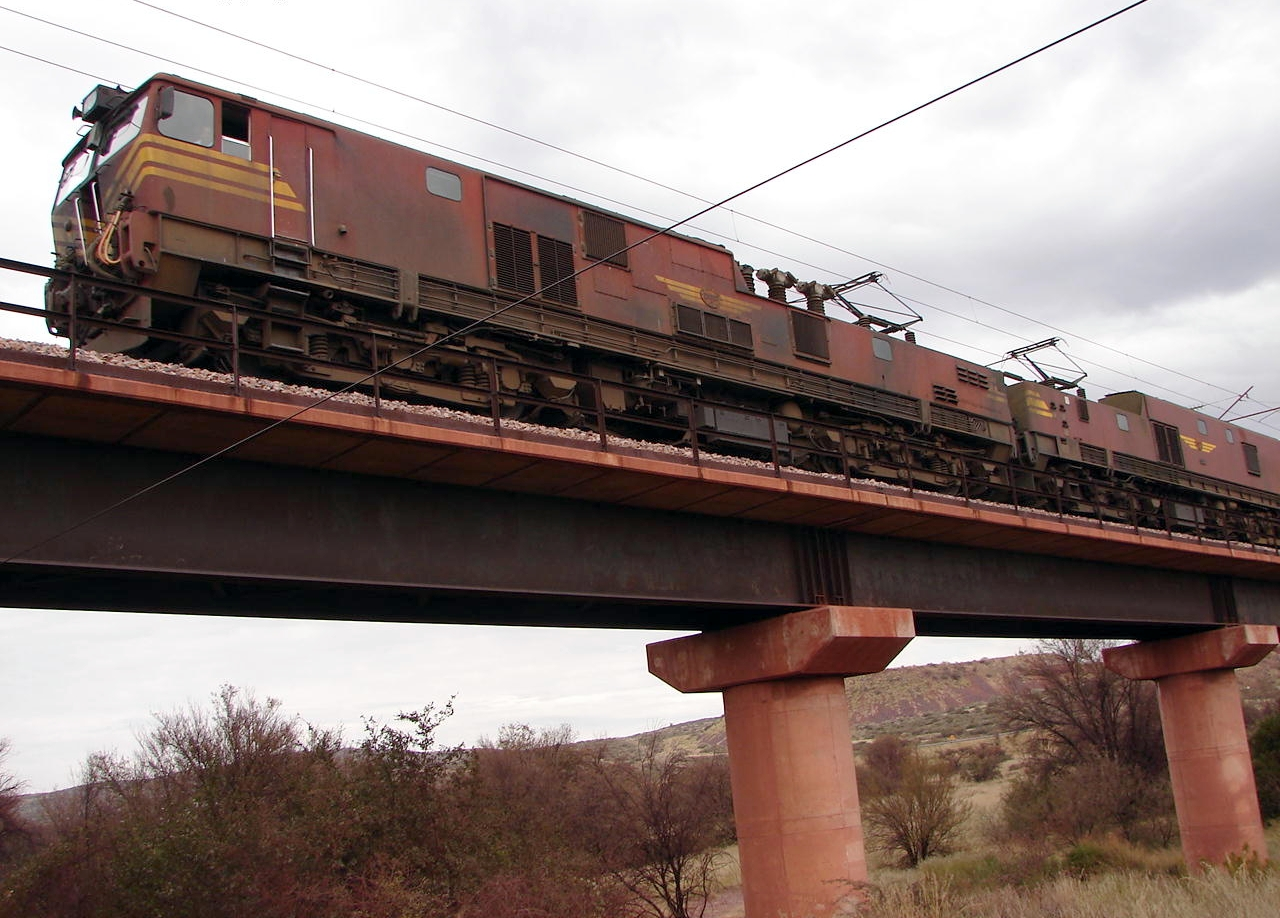
Die E9006 bei Dingleton am 4. Mai 2006 in SAR-Gulf-Red-Farbgebung

Die Bahnstrecke von Sishen nach Saldanha weist für Südafrika einige Besonderheiten auf. So wurde die Strecke nicht durch die SAR gebaut, sondern von der South African Iron and Steel Corporation (ISCOR) Construction, welche die Strecke anfänglich mit Diesellokomotiven betrieb. Die Strecke wurde erst 1977 von der SAR übernommen und mit dem sehr selten angewandten Stromsystem von 50 kV Wechselstrom elektrifiziert – ein Bahnstromsystem, das außer bei dieser Strecke nur noch bei drei Industriebahnen in den USA und bei dem im Jahre 2000 eingestellten elektrischen Betrieb der Tumbler Ridge Subdivision der British Columbia Railway zum Einsatz kam. Die Bahnstrecke Sishen–Saldanha ist mit Abstand die längste mit diesem Stromsystem betriebene Strecke der Welt.

## Einsatz in gemischter Traktion
Auf der Bahnstrecke Sishen–Saldanha kommt es zu einem außergewöhnlich gemischten Einsatz von Elektro- und Diesellokomotiven vor den Erzzügen. Die Lokomotiven der Baureihe 9E und 15E kommen zusammen mit den Diesellokomotiven der Baureihe 34 und 43 vor den aus bis zu 342 Wagen bestehende 4,1 km langen Eisenerzzügen zum Einsatz, die bis zu 41.000 Tonnen wiegen können. Die Züge bestehen aus drei aneinandergekoppelten 114-Wagen-Zügen, die je von einer Elektrolokomotive und ein bis zwei ferngesteuerten Diesellokomotiven gezogen werden, außerdem wird der Zug durch zwei Diesellokomotiven oder eine Elektrolokomotive nachgeschoben. Insgesamt werden neun bis höchstens zwölf Lokomotiven pro Zug eingesetzt.

Vor dem Einsatz der Lokomotiven der Baureihe 15E im Jahr 2010 hatten die Züge nur 216 Wagen. Jeder der drei aneinandergereihten Zugteile bestand aus 72 Wagen, die von einer 9E-Lokomotive zusammen mit ein bis zwei Dieselloks der Baureihe 34 befördert wurden. Bei dieser Zugkonfiguration kam es jedoch zu Entgleisungen, weshalb am Zugende zwei Diesellokomotiven eingereiht wurden. In Zukunft ist geplant, die Züge mit fünf E-Loks der Baureihe 15E zu befördern – zwei an der Zugspitze, je eine vor dem dazugehörenden Zugteil und eine am Schluss des Zuges.

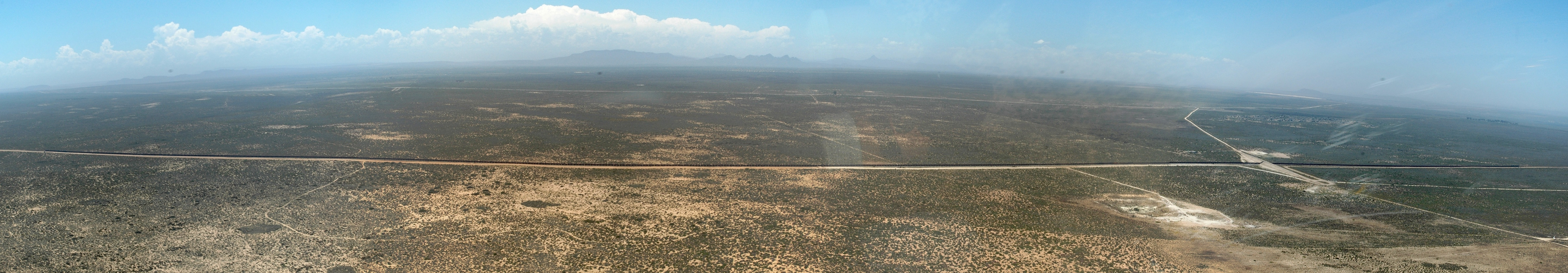
Eisenerzzug 100 km nördlich von Lamberts Bay